# Gustaf Rosenquist
Gustaf Vilhelm „Gösta” Rosenquist (Jönköping, 1887. szeptember 10. – Las Palmas de Gran Canaria, 1961. december 22.) olimpiai bajnok svéd tornász.
Részt vett az 1908. évi nyári olimpiai játékokon, egy torna versenyszámban, a csapat összetettben és a svéd válogatottal aranyérmes lett.
Klubcsapata a Jönköpings GF volt.